# El jardí de l'amor
El jardí de l'amor, també conegut com El jardí de les Gràcies, és un quadre de Peter Paul Rubens conservat al Museu del Prado.
El 1630, Rubens es va casar en segones noces amb Hélène Fourment i des d'aquest fet va canviar per complet la vida del pintor que es va fer més alegre i feliç. Aquest mateix any o pocs anys més tard (els autors no es posen d'acord) va sortir del seu taller l'obra que va titular El jardí de l'amor, considerada pels crítics com una de les millors de la seva producció. Va haver de ser una obra molt apreciada per Rubens perquè no es va desprendre d'ella fins al final de la seva vida. L'escena galant que es representa en aquest llenç va donar peu per a una moda que es va desenvolupar durant tot el segle xviii.

## Descripció
L'escena representa una festa que se celebra en un parc. El parc sembla que és el de la casa del mateix Rubens, a Anvers. Diverses figures femenines i masculines es troben en actitud relaxada i satisfeta, unes assegudes i d'altres de peu, properes a una font dedicada a la deessa Juno, protectora del matrimoni. Al seu entorn voletegen els clàssics amorets o putti. El paper simbòlic dels amorets és el de l'amor i se'ls acostuma a representar com en aquest cas, disparant fletxes, llançant flors o duent corones.
Es creu que amb aquest assumpte Rubens tracta de fer un homenatge a la seva esposa, representant una festa commemorativa. Alguns autors asseguren que el cavaller de l'esquerra és un autoretrat de l'autor i la dama que veiem a la part central, recolzant el seu braç sobre una altra dama és Hélène Fourment, amb la qual acabava de casar-se.

## L'obra
La intervenció de Rubens en aquest quadre es va centrar gairebé exclusivament a les figures i a les zones principals. En el seu taller es va portar a terme per diferents col·laboradors l'execució del paisatge i alguns altres detalls. Aquest quadre és el reflex d'un ambient social galant que s'anticipa al temps. Serà al segle xviii quan prengui plenitud aquest tipus de pintura, sobretot als pinzells de Watteau, l'obra del qual té molta influència de Rubens.